# Benedikt Fischer (Pfarrer)
Benedikt (auch: Benedict) Fischer (lat. Piscator; *  1491 in Rochlitz im Erzgebirge; † 3. Juni 1554) war ein evangelischer Pfarrer in Schlesien, der mehrmals in Konflikte mit Stadt- und Landesobrigkeiten geriet. Er war der erste evangelische Pfarrer in Schönberg und durch seine Predigen an frühen reformatorischen Einflüssen in Görlitz und in Sagan beteiligt.

## Biographie

### Leben
Der aus dem erzgebirgischen Rochlitz stammende Fischer erwarb an der Universität Leipzig am 13. September 1508 den Bakkalaureus und in Wittenberg am 28. Dezember 1513 den Magistergrad. Im Jahr 1517 wurde er in Görlitz zum Priester geweiht. Nach Theodor Neumann wurde er bereits im Jahr 1515 durch den Bischof von Meißen Johann VI. von Saalhausen zum Priester geweiht. Seit 1516 ist Fischer in Görlitz als der von Martin Fabri angeforderte Prediger aktiv gewesen. Fischer war bereits zu dieser Zeit befreundet mit dem Großhändler Hans Frenzel und wurde Taufpate dessen dritten Sohnes (* 1517).
Gemeinsam mit Franz Rothbart nutzte er die Zeit nach 1520, als der Görlitzer Rat vor der Pest aus der Stadt geflohen war, um vor dem Volk lutherisch zu predigen, insbesondere das Thema „Rechtfertigung eines Sünders durch Christum“. Nach Johannes Hass predigten sie auch von der Kanzel, zwar „nicht ausdrücklich“ aber sinngemäß, dass alle Ämter (Bürgermeister, Ratsherren und Prediger) vom Gemeinen Mann gewählt werden sollen.
Die auch vom Land aus besuchten Predigten wurden erst auf Drängen des Luther-Gegners Paul Bachmann bekämpft. Der Rat sandte am 28. April 1523 an Fischer (wie auch an Rothbart) eine Deputation mit der Forderung, entgegen der neuen Lehre im katholischen Sinne zu predigen. Fischer dem eine Predigt wider seiner Überzeugung widersprach, wurde nach Antrag des Raths vom Bischof von Meißen förmlich entlassen und im August 1623 durch Melchior Rüdel ersetzt. Letzterer floh noch im folgenden Jahr aus Angst vor der ihm gegenüber verfeindeten Bevölkerung aus der Stadt und auch der nächste Pfarrer Johann Preß musste vor der Bevölkerung geschützt werden.
Frenzel berief Fischer im Jahr 1524 als evangelischen Pfarrer nach Schönberg. Fischer war damit einer der ersten evangelischen Pfarrern in der Oberlausitz. Als unverheirateter guter Prediger wurde Fischer im Jahr 1527 von Bautzen als Prediger angeworben. Der bisherige Prediger Michael Arnold hatte zu sehr gegen das Papsttum gepredigt und war aus der Stadt vertrieben worden. Fischer hatte kein Interesse, Schönberg zu verlassen, also wandte er sich an die Mutter Joachim Frenzels, dessen Vater bereits verstorben war. Bürgermeister Franz Schneider, der auch Joachim Frenzels Vormund war, bewirkte daraufhin ein noch heute im Wortlaut erhaltenes Schreiben des Rats an den Landvogt, Fischers Ruf nach Bautzen entgegenzuwirken. Letzterer ging im Jahr 1530 dennoch nach Bautzen.
Anders als das Volk waren die römischen Kleriker ihm gegenüber feindselig gesonnen und bedrängten ihn, sein Predigeramt freiwillig aufzugeben. Er verließ Bautzen also wieder im Jahr 1532. Die von Knauthe verfasste, sehr alte Lebensbeschreibung Fischers bezeugt nun sein Leben in Sagan, wo er den Anfang der Reformation gemacht habe, zitiert aber auch wechselhafte Zeitangaben von vor 1535 bis 1539. Dietmar Neß stellt vor Fischers möglicher Zeit in Sagan ein „vielleicht“.
Knauthe zitiert ein auf den 13. August 1535 datiertes Schreiben des Görlitzer Rats an Fischer, wonach sich die Stadt bemüht habe, aus Mangel an Predigern und Fischers Beliebtheit, ihn nun doch als Prediger berufen zu wollen. Im Oktober 1535 habe er sein Amt in der Görlitzischen Peterskirche angetreten, laut Neß erst im Jahr 1536. Fischer heiratete im Jahr 1538 eine Sattlerstochter und wurde daraufhin beurlaubt, lebte mit seiner Frau aber noch bis 1539 in Görlitz.
Herzog Heinrich von Sachsen, dessen katholisch gesinnter Bruder und Vorgänger Georg der Bärtige im Jahr 1539 verstorben war, bemühte sich daraufhin, Fischer als Prediger im Fürstentum Sagan einzustellen. Angeblich hatte Fischer in Görlitz außerdem wiedertäuferische Gesinnungen gezeigt. Unter dem Vorbehalt, ihn bei Bedarf wieder zu bekommen, ließ Görlitz Fischer nach Sagan, wo er nach Heinrichs Tod auch den Schutz dessen Sohnes Moritz genoss.
„Zur Unterstützung für den wohl kränkelnden Sustelius“ wurde Fischer am 13. August 1550 nach Görlitz zurückberufen und erhielt das gleiche Gehalt wie sein Kollege. Er blieb aber nur bis zum 16. Oktober 1551. Im Jahr 1553 war er Diakon wieder in Sagan. Im März des Folgejahres starb er im Alter von über 60 Jahren.